# Roberto Andersen Cavalcanti
Roberto Andersen Cavalcanti (* 26. Mai 1921 in Rio de Janeiro; † 30. Juli 2001) war ein brasilianischer Seeoffizier, der zuletzt als Flottenadmiral (Almirante-de-Esquadra) zwischen 1980 und 1981 Chef des Stabes (Chefe do Estado-Maior da Armada) der Marine (Marinha do Brasil) sowie im Anschluss von 1981 bis 1991 Mitglied des Obersten Militärtribunals STM (Superior Tribunal Militar) war.

## Leben

### Ausbildung zum Seeoffizier, Seeoffizier und Stabsoffizier

Fregattenkapitän Cavalcanti war zwischen dem 29. November 1963 und dem 4. Februar 1965 letzter Kommandant des Zerstörers Greenhalgh.

Roberto Andersen Cavalcanti, Sohn von Torquato Bezerra Cavalcanti und Helga Andersen Cavalcanti geboren, begann im März 1938 seine Ausbildung zum Seeoffizier an der Marineschule (Escola Naval) und wurde nach deren Abschluss im März 1942 zum Unterleutnant zur See (Guarda-marinha) befördert. Während seiner darauf folgenden Verwendungen erfolgte im Februar 1943 seine Beförderung zum Leutnant zur See (Segundo-tenente) sowie im November 1944 zum Oberleutnant zur See (Primeiro-tenente). Daraufhin wurde er während des Zweiten Weltkrieges im November 1944 auch Kommandant der Korvette Barreto de Meneses und hatte dieses Kommando bis Juni 1946 inne. Nach Kriegsende wurde er im März 1946 zum Kapitänleutnant (Capitão-tenente) befördert und fand von Juli 1946 bis April 1947 Verwendung auf dem Marinestützpunkt Salvador. Nach weiteren Verwendungen war er zwischen Oktober 1949 und Januar 1951 Erster Offizier des Schleppers Tridente und wurde im März 1953 zum Korvettenkapitän (Capitão-de-corveta) befördert.
Cavalcanti fungierte zwischen dem 14. November 1956 und dem 14. Mai 1958 als Kommandant des Zerstörers Bocaina und wurde im Mai 1959 zum Fregattenkapitän (Capitão-de-fragata) befördert, woraufhin er stellvertretender Leiter der Abteilung Gesetzgebung und Organisation im Stab der Marine (Estado-Maior da Armada) wurde. Im September 1960 wurde er Verbindungsoffizier zur Marinemission der USA in Brasilien und war im Anschluss zwischen dem 29. November 1963 und dem 4. Februar 1965 letzter Kommandant des Zerstörers Greenhalgh. Danach fand er von Februar 1965 bis Februar 1966 Verwendung als Offizier im Kabinett von Marineminister Admiral Zilmar Campos de Araripe Macedo sowie zugleich als Mitglied der Sonderkommission für Studien zur Verwaltungsreform. Daraufhin fungierte er zwischen Februar und Dezember 1966 als Chef der Zweiten Sektion des Generalsekretariats des Nationalen Sicherheitsrates CSN (Conselho de Segurança Nacional) sowie vom 19. Dezember 1966 bis 11. März 1968 als Kommandant des nach dem Außen- und Marineminister Admiral Custódio de Melo benannten Schulschiffs Custódio de Melo.
Im April 1968 übernahm Roberto Andersen Cavalcanti den Posten als Hafenkapitän (Capitão dos portos) der Häfen von Amazonas, Acre und den angrenzenden Gebieten. Im März 1969 wurde er in Personalunion Marinekommandant von Manaus sowie im Dezember 1969 darüber hinaus die Position des Regionalen Koordinators der maritimen Berufsausbildung im Zuständigkeitsbereich des Kapitäns der Häfen von Amazonas, Acre und angrenzenden Gebieten. Im Januar 1970 befehligte er vorübergehend den 4. Marinebezirk (IV Distrito Naval) mit Hauptsitz in Belém und übernahm dann den Posten als Leiter der Abteilung für Informationen (Subchefe para Informação) im Stab der Marine, ehe er Leiter der Abteilung Verwaltungsplanung (Subchefe de Planejamento Administrativo) bei der EMA wurde.

### Aufstieg zum Geschwaderadmiral, Chef des Stabes der Marine und Mitglied des Obersten Militärtribunals
Cavalcanti war daraufhin von August 1971 bis März 1972 Vertreter der Stabes der Marine in der brasilianischen Delegation der Gemeinsamen Brasilianischen-US-amerikanischen Militärkommission. Im März 1972 begann er einen Lehrgang an der Obersten Kriegsschule ESG (Escola Superior de Guerra) und schloss den Kurs im Dezember 1972 ab. Im März 1973 wurde er zum Kommandanten des 4. Marinebezirks ernannt und hatte diesen Posten bis Juli 1977 inne. Im Juni 1973 wurde er ferner als Vertreter des Generalstabes der Streitkräfte EMFA (Estado-Maior das Forças Armadas) in den Beirat der Superintendenz für die Entwicklung des Amazonas (Conselho Deliberativo da Superintendência do Desenvolvimento da Amazônia) berufen sowie im Oktober 1974 auch zum Chefinspektor der Bezirksinspektionskommission (Comissão de Inspeção Distrital).
Im August 1977 übernahm Cavalcanti den Posten als Leiter der Hauptabteilung Personal (Departamento Geral de Pessoal da Marinha) im Stab der Marine und blieb in dieser Position bis April 1978, woraufhin er die Funktionen als Kommandeur für Marineoperationen (Comando de Operações Navais) und Generaldirektor für Navigation (Diretoria Geral de Navegação) übernahm. Im Dezember 1979 übernahm er den Posten als Chef des Stabes der Marine (Chefe do Estado-Maior da Armada) der Marine (Marinha do Brasil). Als solcher war er von Januar bis Juni 1980 übernahm er vorübergehend das Amt als Marineminister und im Juli 1980 kurzfristig in Vertretung für General José Ferraz da Rocha auch den Posten als Chef des Generalstabes der Streitkräfte (Ministro-Chefe do Estado-Maior das Forças Armadas). Er nahm als Vertreter der brasilianischen Delegation an der X. Interamerikanischen Marinekonferenz teil. Im Januar 1981 wurde er als Chef des Stabes der Marine von Admiral José Aratanha abgelöst und im Juni 1981 in die Reserve versetzt. Im Anschluss war Roberto Andersen Cavalcanti von 1981 bis 1991 Mitglied des Obersten Militärtribunals STM (Superior Tribunal Militar).
Aus seiner Ehe mit Zenith Bailly Andersen Cavalcanti gingen zwei Kinder hervor.